# La Revista de Cantabria
La Revista de Cantabria es una publicación que cubre el análisis y la actualidad económica y sociocultural de la comunidad autónoma de Cantabria, en España, así como su acervo cultural y folclórico, siendo un importante medio de comunicación de la región. 

## Historia
La revista se edita desde el año 1975, con el nombre de La Revista de Santander, para la familia montañesa. En sus principios estaba editada por la Confederación Española de Cajas de Ahorros, y realizada por el Fondo para la Investigación Económica y Social.
La Revista de Santander no cambiaría de nombre hasta 1993, un año después de que su sede fuera trasladada de Madrid a Santander, por decisión del Consejo de Administración de la Caja. A partir de entonces, fue editada por Caja Cantabria, recibiendo el nombre de la nueva entidad que la edita, y la comunidad autónoma a la que pertenece desde el Estatuto de Autonomía de Cantabria de 1982. Se convierte así en el medio de publicación del boletín informativo de Caja Cantabria, donde la entidad expone sus tribulaciones en la actividad de negocio, así como la evolución de sus múltiples actuaciones en el ámbito de la labor social y cultural. Estos aspectos, y su compromiso con el medio ambiente y la defensa de la identidad regional, la ha convertido en un vínculo de unión entre la propia caja y sus clientes.

## Contenido y temática
Con más de 30 años de historia, el contenido de la revista se ha centrado desde sus orígenes en el análisis económico y sociocultural de Cantabria, y sus fiestas y tradiciones. Se ha volcado en sus ilustres personajes destacados en los ámbitos histórico, político, cultural y deportivo, y en la evolución de las distintas instituciones y colectivos que conforman la comunidad autónoma. 
El amplio contenido de la revista, su elevado nivel informativo, y la variedad de los temas tratados, han hecho de La Revista de Cantabria un medio de difusión de relevancia en la provincia, siendo fuente de información para gran cantidad de medios, bibliotecas e instituciones públicas y privadas.